# Synagoge (Svätý Jur)

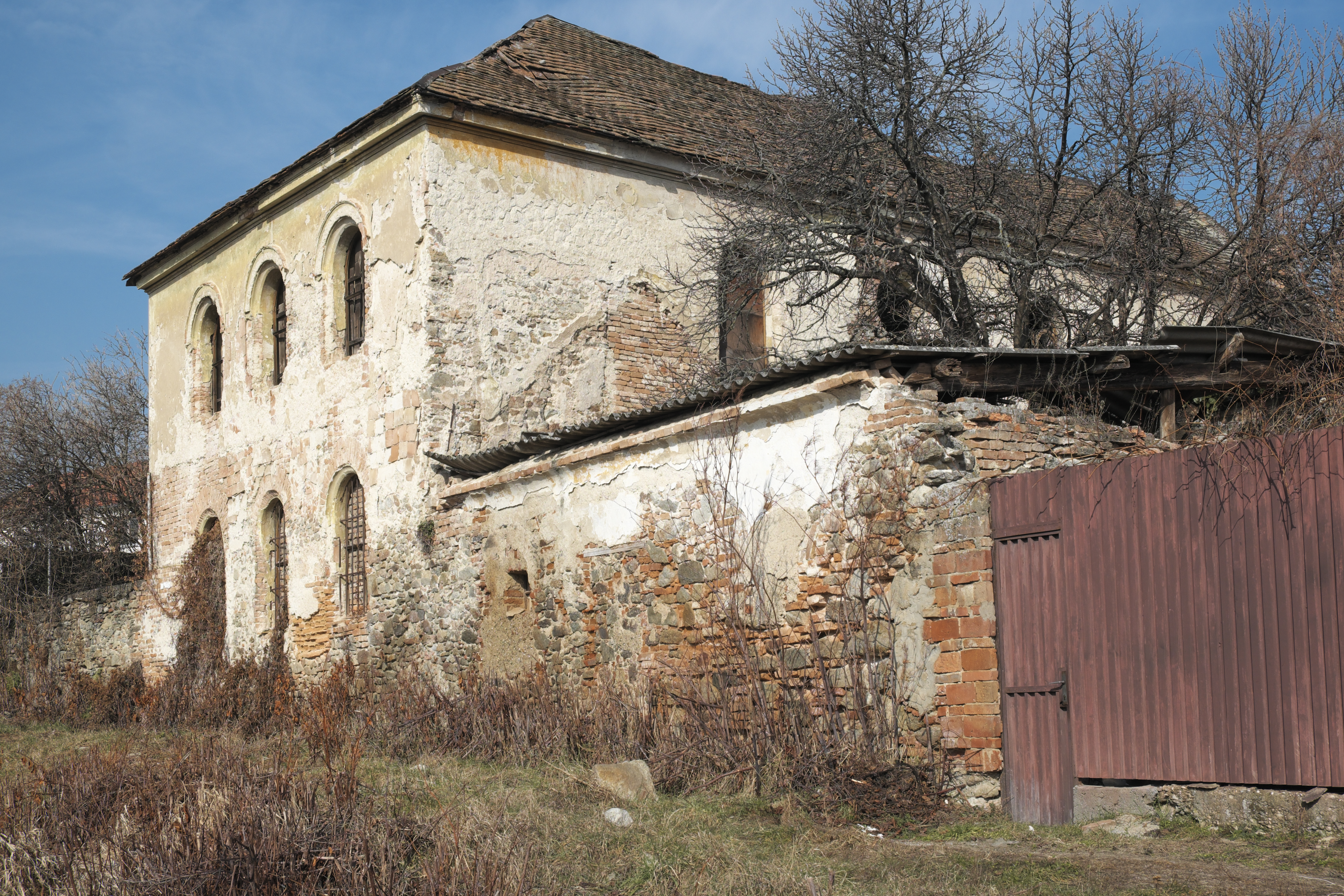
Synagoge Svätý Jur (2019)

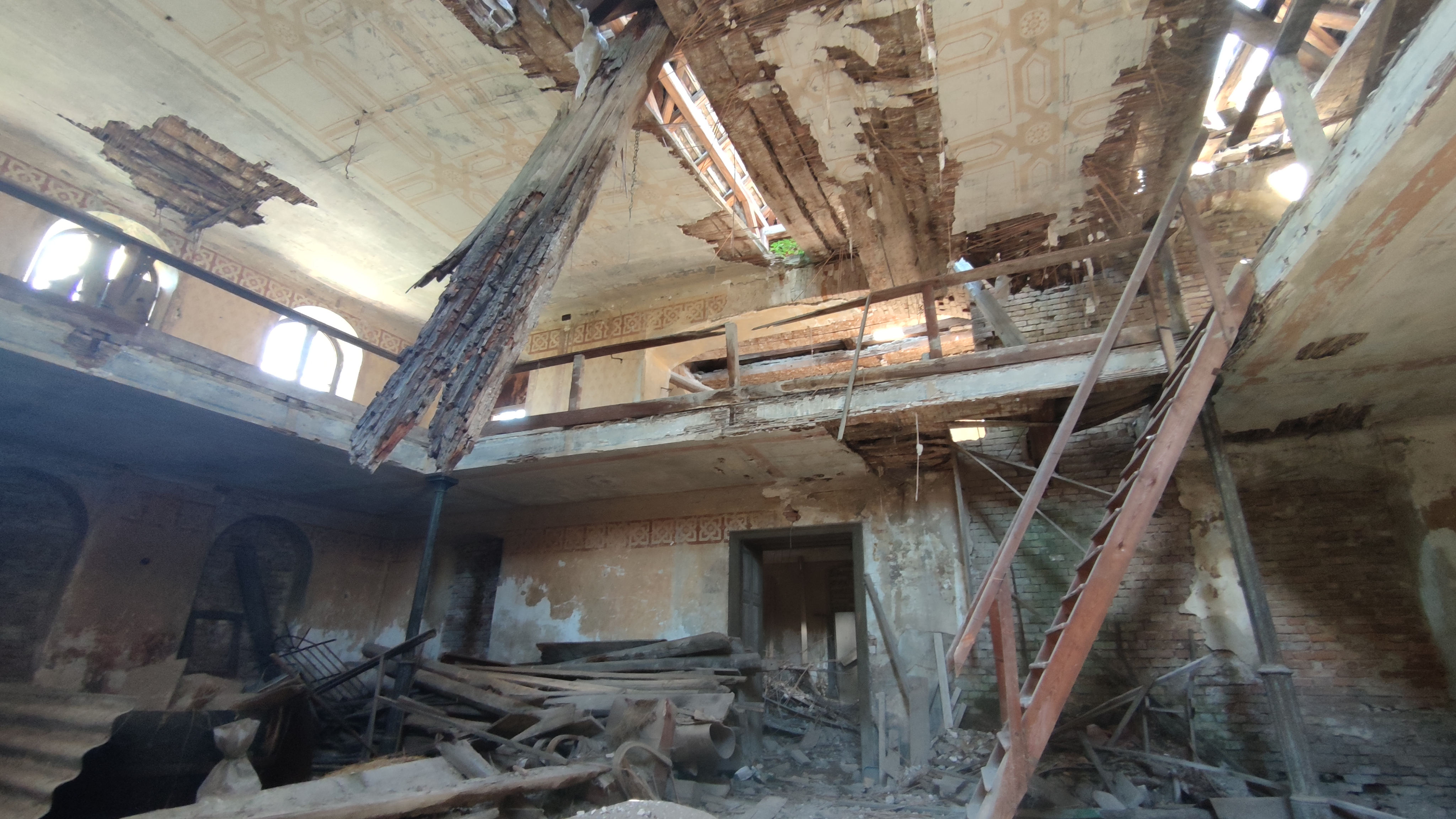
Innenansicht mit Frauenempore (2022)

Die Synagoge in Svätý Jur, einer slowakischen Kleinstadt nordöstlich von Bratislava, wurde circa 1790 errichtet. Die profanierte Synagoge ist in Privatbesitz und befindet sich in einem sehr schlechten Zustand.

## Geschichte
Das Gebäude wurde im späten 18. Jahrhundert erbaut. Es ähnelt im Stil einem barocken ländlichen Herrenhaus. Im Jahr 1876 fanden umfangreiche Umbauten statt. Nach dem Zweiten Weltkrieg gelangte es in Privatbesitz und wurde als Lager verwendet. Heute steht es vor dem unmittelbaren Verfall.

## Architektur
Ein westlicher Vorbau enthält das Vestibül und darüber die Frauenempore. Diese war über ein äußeres Treppenhaus erreichbar. Der große Hauptsaal hatte auf der Südseite zur Straße hin auf zwei Etagen je drei Rundbogenfenster. Vom Toraschrein an der Ostseite ist nur noch die Nische erhalten geblieben. Er war von zwei weiteren großen Rundbogenfenstern flankiert, darüber befand sich noch ein Okulus.
Bei den Rekonstruktionen 1876 wurden an den Seitenwänden im Süden und Norden weitere Frauenemporen eingezogen, die von gusseisernen Säulen gestützt werden. Die Innenwände wurden mit Ornamenten im maurischen Stil verziert.